# Grimms Märchen (Anime)
Grimms Märchen (japanisch グリム名作劇場, Gurimu Meisaku Gekijō, deutsch „Grimm-Meisterwerke-Theater“) ist eine Anime-Fernsehserie aus dem Jahr 1987, die großteils auf den Märchen der Brüder Grimm (Grimms Märchen) basiert.

## Konzeption
Im Gegensatz zu anderen Zeichentrickverfilmungen von Märchen der Brüder Grimm, wie etwa denen von Disney oder der Serie SimsalaGrimm des NDR, hält sich diese japanische Serie mehr an die Vorlage und zeigt auch zahlreiche weniger bekannte Märchen. Zudem enthält die Serie auch die typischen Anime-Elemente, auch verwandeln sich einige Wesen in Dämonen, wie den Yōkai. Meist wird pro Folge ein Märchen ausgestrahlt, hin und wieder zieht sich ein längeres Märchen jedoch auch über mehrere Folgen hin.
Das im Vorspann zu sehende Schloss ist fast identisch mit dem in Japan gut bekannten Schloss Neuschwanstein.
Die Serie berücksichtigt auch Märchen, die sich nur in der ersten Auflage der Grimms Märchen finden und später entfernt wurden, wie Der gestiefelte Kater oder Blaubart. In Der Hase und Igel finden sich die beiden Fabeln Der Fuchs und der Krebs und Die Schildkröte und der Hase.

## Entstehung und Veröffentlichung
In Japan lief die Serie (erste Staffel) erstmals vom 21. Oktober 1987 bis zum 30. März 1988 auf dem Sender TV Asahi. Die zweite Staffel wurde dort unter dem Namen Shin Gurimu Meisaku Gekijō (新グリム名作劇場) vom 2. Oktober 1988 bis zum 26. März 1989 gezeigt.
Die Serie wurde in zahlreichen Ländern ausgestrahlt und in viele Sprachen übersetzt. Neben dem japanischen Original und der deutschen Fassung gab es die Serie auch auf Chinesisch, Englisch, Italienisch, Französisch, Spanisch, Portugiesisch, Polnisch, Ungarisch, Hebräisch und Arabisch.
Im deutschen Fernsehen lief die Serie erstmals Anfang der 1990er bei Tele 5 und ab 1997 auf tm3, wo sie regelmäßig bis Ende 2000 ausgestrahlt wurde. Als 2001 der Sender tm3 eingestellt wurde, verschwand auch die Serie aus dem deutschen Fernsehen.
Die deutsche Synchronisation entstand bei den Planet Wave Studios. In der deutschen Fassung wurde auch der Original-Vorspann mit dem japanischen Titellied von Shiori Matsumoto verwendet.

## Episodenliste

### Staffel 1
| Nr. (gesamt) | Nr. (Staffel) | Deutscher Titel                | Japanischer Titel                                              |
| ------------ | ------------- | ------------------------------ | -------------------------------------------------------------- |
| 1            | 1             | Die Bremer Stadtmusikanten     | ブレーメンの音楽隊, Burēmen no ongakutai                       |
| 2            | 2             | Hänsel und Gretel              | ヘンゼルとグレーテル, Henzeru to Gurēteru                      |
| 3            | 3             | Der Froschkönig – Teil 1       | かえると王女, kaeru to ōjo                                     |
| 4            | 4             | Der Froschkönig – Teil 2       | かえると王女, kaeru to ōjo                                     |
| 5            | 5             | Rotkäppchen                    | 赤ずきん, Akazukin                                             |
| 6            | 6             | Die goldene Gans               | 金のがちょう, kin no gachō                                     |
| 7            | 7             | Der gestiefelte Kater – Teil 1 | 長靴をはいた猫, nagagutsu o haita neko                         |
| 8            | 8             | Der gestiefelte Kater – Teil 2 | 長靴をはいた猫, nagagutsu o haita neko                         |
| 9            | 9             | Schneeweißchen und Rosenrot    | ゆき白とばら紅, Yukishiro to Barabeni                          |
| 10           | 10            | Schneewittchen – Teil 1        | 白雪姫, Shirayuki-hime                                         |
| 11           | 11            | Schneewittchen – Teil 2        | 白雪姫, Shirayuki-hime                                         |
| 12           | 12            | Schneewittchen – Teil 3        | 白雪姫, Shirayuki-hime                                         |
| 13           | 13            | Schneewittchen – Teil 4        | 白雪姫, Shirayuki-hime                                         |
| 14           | 14            | Sechse kommen durch die Welt   | 6人のごうけつ, 6-nin no gōketsu                                |
| 15           | 15            | Das Wasser des Lebens          | 命の水, inochi no mizu                                         |
| 16           | 16            | Blaubart                       | 青ひげ, ao hige                                                |
| 17           | 17            | Jorinde und Joringel           | ヨリンデとヨリンゲル, Yorinde to Yoringeru                     |
| 18           | 18            | Dornröschen                    | 野ばら姫, Nobara-hime                                          |
| 19           | 19            | Der alte Sultan                | ズルタンじいさん, Zurutan-jiisan                               |
| 20           | 20            | König Drosselbart              | つぐみのひげの王さま, tsugumi no hige no ō-sama                |
| 21           | 21            | Der Teufel und sein Großvater  | 悪魔と大魔王, akuma to daimaō                                  |
| 22           | 22            | Die zertanzten Schuhe          | 踊りぬいてボロボロになる靴, odori nuite boroboro ni naru kutsu |
| 23           | 23            | Aschenputtel – Teil 1          | シンデレラ, Shinderera                                         |
| 24           | 24            | Aschenputtel – Teil 2          | シンデレラ, Shinderera                                         |

### Staffel 2
| Nr. (gesamt) | Nr. (Staffel) | Deutscher Titel                                                         | Japanischer Titel                                            |
| ------------ | ------------- | ----------------------------------------------------------------------- | ------------------------------------------------------------ |
| 25           | 1             | Die Hochzeit der Füchsin                                                | おくさま狐のご婚礼, oku-sama kitsune no go-konrei            |
| 26           | 2             | Die Kristallkugel                                                       | 水晶の玉, suishō no tama                                     |
| 27           | 3             | Die Schöne und das Biest (eigentlich: Von dem Sommer- und Wintergarten) | 夏の庭と冬の庭の話, natsu no niwa to fuyu no niwa no hanashi |
| 28           | 4             | Der Krautesel                                                           | キャベツろば, kyabetsu roba                                  |
| 29           | 5             | Rapunzel                                                                | ラプンツェル, Rapuntsueru                                    |
| 30           | 6             | Die alte Frau im Wald                                                   | 森のなかのばあさん, mori no naka no baa-san                  |
| 31           | 7             | Der Grabhügel                                                           | どまんじゅう, domanjū                                        |
| 32           | 8             | Der Wolf und die Füchsin                                                | 狼と狐, ōkami to kitsune                                     |
| 33           | 9             | Frau Holle                                                              | ホレのおばさん, hore no oba-san                              |
| 34           | 10            | Die sechs Schwäne                                                       | 六羽の白鳥, roppa no hakuchō                                 |
| 35           | 11            | Allerleirauh                                                            | 千びき皮, senbikigawa                                        |
| 36           | 12            | Brüderlein und Schwesterlein                                            | 姉と弟, ane to otōto                                         |
| 37           | 13            | Die vier kunstreichen Brüder                                            | 名人四人兄弟, meijin yonnin kyōdai                           |
| 38           | 14            | Der Geist in der Flasche                                                | ガラス瓶の中の化け物, garasubin no naka no bakemono          |
| 39           | 15            | Der Eisenofen                                                           | 鉄のストーブ, tetsu no sutōbu                                |
| 40           | 16            | Der Bärenhäuter                                                         | 熊の皮をきた男, kuma no kawa o kita otoko                    |
| 41           | 17            | Der Hase und der Igel                                                   | 兎とはりねずみ, usagi to hari nezumi                         |
| 42           | 18            | Eisenhans                                                               | 鉄のハンス, tetsu no Hansu                                   |
| 43           | 19            | Das tapfere Schneiderlein                                               | 勇敢なチビの仕立て屋, yūkan na chibi no shitateya            |
| 44           | 20            | Der Zaunkönig und der Bär                                               | みそさざいと熊, misosazai to kuma                            |
| 45           | 21            | Rumpelstilzchen                                                         | 妖精の名前, yōsei no namae                                   |
| 46           | 22            | Die Nixe im Teich                                                       | 池に住む水の魔女, ike ni sumu mizu no majo                   |
| 47           | 23            | Gevatter Tod                                                            | 死神の名づけ親, shinigami no nazuke oya                      |